# کاراکولی
کاراکولی (انگلیسی: Caracolí) نام یک منطقه مسکونی در کلمبیا است.